# Critérium fédéral
 (août 2023).
Si vous disposez d'ouvrages ou d'articles de référence ou si vous connaissez des sites web de qualité traitant du thème abordé ici, merci de compléter l'article en donnant les références utiles à sa vérifiabilité et en les liant à la section « Notes et références ».
Le critérium fédéral désigne l'ensemble des compétitions individuelles organisées par la fédération française de tennis de table. Elles se déroulent au niveau national (Critérium national), régional, et départemental.
Dans les divisions départementales dans toutes les catégories il y a 2 poules de 16 joueurs et 1 poule pour la D1. Les 16 joueurs sont dispersés dans 4 poules de 4 joueurs où tous les joueurs se rencontrent. Après ces rencontres un classement par poule sera fait. Le 1er est qualifié directement pour les quarts de finale (1 à 8). Le 2e du groupe A affronte le 3e du groupe B en barrage vice versa. Pareil pour le 2e du groupe C contre le 3e du groupe D vice versa. Le vainqueur de ce match sera qualifié pour les quarts de finale et le perdant sera placé entre les places 9 à 16. Le 4e du classement de chaque poule sera immédiatement rétrogradé entre les places 9 à 16.
Place 9 à 16 : le perdant du barrage affronte le 4e d'une poule hormis la sienne
Place 1 à 8 : le gagnant du barrage affronte le 1er d'une poule hormis la sienne
Place 9 à 12 : les gagnants des places 9 à 16 s' affrontent
Place 13 à 16 : les perdants des places 9 à 16 s' affrontent
Place 1 à 4 : les gagnants des places 1 à 8 s' affrontent
Place 5 à 8 : les perdants des places 1 à 8 s' affrontent
Le gagnants et les perdants s'affrontent en fonction des résultats
Les montées et descentes varient en fonction du niveau au sein du département comme en D1 où le nombre de montées est de 2 et le nombre de descentes est de 4. En D2 le nombre de montées est souvent de 2 et de descente 2 dans chaque poule

## Organisation
Les critériums fédéraux sont hiérarchisés en divisions. En haut de la pyramide se situe la nationale 1 regroupant l'élite française ainsi que les meilleurs joueurs étrangers évoluant en France. Vient ensuite la nationale 2 qui regroupe les meilleurs joueurs de chaque zone. Une zone regroupe un ensemble de régions. En dessous de cette division, on retrouve le niveau régional et enfin le niveau départemental.
De façon générale, il y a quatre tours de critérium chaque année. À l'issue de chaque tour, les pongistes montent, se maintiennent ou descendent d'une division (sauf dans certaines régions). Il y a donc possibilité pour les joueurs d'évoluer en fonction de leur performance.
Le système de nationale 1 est particulier. Les joueurs évoluant en nationale 1 ne descendent pas à l'issue de chaque tour. Ils se maintiennent forcément durant la totalité de l'année. Les joueurs accumulent des points et s'ils en ont suffisamment, ils restent dans cette division la saison suivante. Si au contraire, ils n'ont pas gagné assez de points, ils pourront tenter de se maintenir à ce niveau en obtenant leur qualification lors d'un tournoi open se déroulant à Paris faisant office de 6e critérium fédéral. Car au niveau national 1, il y a 5 critériums fédéraux.
Les critériums fédéraux sont déterminants pour les joueurs souhaitant se qualifier au championnat de France. Là aussi, les places qualificatives au championnat de France sont déterminées par le nombre de points que le joueur amasse au fil des tours individuels.
Les critériums fédéraux regroupent l'ensemble des catégories d'âge, des moins de 11 ans jusqu'à la catégorie élite.

## Saison 2009/2010
Pour la saison 2009/2010, les cinq critériums fédéraux ont été répartis de la façon suivante pour les messieurs :
- Thorigné-Fouillard du 16 octobre 2009 au 18 octobre.
- Le Creusot du 20 au 22 novembre 2009.
- Nantes du 15 au 17 janvier 2010.
- Thorigné-Fouillard du 5 au 7 mars 2010.
- Metz du 3 au 5 avril 2010.

Lors du premier tour, c'est Emmanuel Lebesson, champion de France en titre qui s'est imposé devant Brice Ollivier. Le deuxième tour a vu la victoire de Christophe Legout sur Damien Eloi. Ces deux joueurs avaient été éliminés en quart de finale à Thorigné-Fouillard. Lin Ju pensionnaire de Cestas s'est imposé face à Adrien Mattenet à Nantes. Enfin Damien Eloi a remporté le quatrième tour devant Michel Martinez.
Chez les femmes, Yao Tong s'est imposée devant Li Boshu lors du premier tour. Forte de cette victoire au premier tour, elle s'inclinera néanmoins en 1/2 finale sur Li Xue remportant la victoire sur Jia Nan Yuan. La domination des joueuses d'origine chinoise ne s'est pas arrêtée lors du 3e tour ou Shi Lin s'est imposée face à Wang Yarian. Li Xue récidive au quatrième tour en écartant Yao Tong décidément habituée au podium cette année. Même si Li Xue est naturalisée française depuis 2007, cette domination chinoise démontre la faiblesse des joueuses françaises ne parvenant pas à s'exprimer face à des joueuses de classe internationale. Seules Carole Grundisch et Audrey Mattenet auront représenté les couleurs tricolores sur un podium de critérium cette saison.